# Río Colorado (Maricunga)
El río Colorado es un curso natural de agua que nace en el portezuelo Colorado y se sume antes de llegar al salar de Maricunga. Está ubicado en la Región de Atacama, Chile.

## Caudal y régimen
El caudal del río es escaso y seco

## Historia
Luis Risopatrón lo describe en su Diccionario Jeográfico de Chile en 1924:: 238 
Colorado (Río). Nace en el portezuelo del mismo nombre i corre hacia el W entre cerros de pófidos rojos, oscuros y negros que desaparecen a unos 15 km al E del salar de Maricunga debajo de una formación de piedra suelta en cuyo contacto vierte el agua en corto caudal; caen a su cajon dos quebradas secundarias por el lado izquierdo i una por el lado derecho i el pasto se encuentra en sus riberas en pequeña cantidad solamente .